# Grand Prize
Grand Prize es una variedad cultivar de ciruelo (Prunus domestica), de las denominadas ciruelas europeas.
Una variedad de ciruela criada en 1930 por Luther Burbank Sebastopol (California), y registrada por primera vez en 1837.
Las frutas de un tamaño mediano a grande, tiene color de la piel rojo rosado, rojo anaranjado a rojo púrpura oscuro, con ligera pruina blanquecina, y su pulpa de color amarillo claro a verdoso, textura densa, no muy jugosa, con un sabor dulce, rico, muy aromático.
Tolera las zonas de rusticidad según el departamento USDA, de nivel 5 a 9.

## Sinonimia
- "Burbank New Grand Prize",
- "Grand Prix".

## Historia
'Grand Prize' es una antigua variedad de ciruela obtenida alrededor de 1930 por Luther Burbank, en Sebastopol (California). Introducida en los circuitos comerciales por los viveristas "Stark Bros. Nurseries" en 1937.
La variedad de ciruela 'Grand Prize' está encuadrada según la mayor parte de la literatura, en el grupo de las "denominadas ciruelas europeas" Prunus domestica, según algunas otras fuentes, sin embargo, a las "denominadas ciruelas japonesas" Prunus salicina.
'Grand Prize' está cultivada en la National Fruit Collection (Colección Nacional de Fruta) de Reino Unido, con el número de accesión: 1971 - 043 y nombre de accesión : Grand Prize. Recibido por "The National Fruit Trials" (Probatorio Nacional de Frutas) en 1971.

## Características
'Grand Prize' árbol rechoncho y acrotono que distribuye bien su crecimiento sobre una rama bastante terminal y de rápida fructificación. Variedad resistente, poco susceptible a la monilia. Floración tardía y brotación temprana. Tiene un tiempo de floración que comienza a partir del 19 de abril con el 10% de floración, para el 29 de abril tiene una floración completa (80%), y para el 5 de mayo tiene un 90% de caída de pétalos.
'Grand Prize' tiene una talla de tamaño mediano a grande, de forma ovoidal en gota, alargada, siendo la sutura bien pronunciada, con peso promedio de 59.70 g;epidermis tiene una piel gruesa, siendo el color de la piel rojo rosado, rojo anaranjado a rojo púrpura oscuro, con ligera pruina blanquecina; Pedúnculo (promedio 10.56mm), engrosado en su parte alta, muy adherente a la carne, situado en cavidad peduncular poco profunda; pulpa de color amarillo claro a verdoso, textura densa, no muy jugosa, con un sabor dulce, rico, muy aromático.
Hueso adherido, grande, elíptico redondeado, surcos discontinuos, polo pistilar muy amplio, superficie escabrosa con frecuentes orificios junto al borde dorsal.
Su tiempo de recogida de cosecha se inicia en su maduración desde cuarta semana de agosto y primera de septiembre. Para disfrutar su aroma y sabor plenamente es mejor comerla completamente madura.

## Cultivo
La ciruela 'Grand Prize' está considerada como de gran calidad y es utilizada como ciruela de postre con fruta jugosa dulce y bastante suave.
También se usa como ciruela de cocina es una variedad excelente para procesar en mermeladas de hermoso color rojo, pasteles, mermeladas, frutas confitadas.
Otra de sus aplicaciones es para producir licor de ciruela.